# MIIT

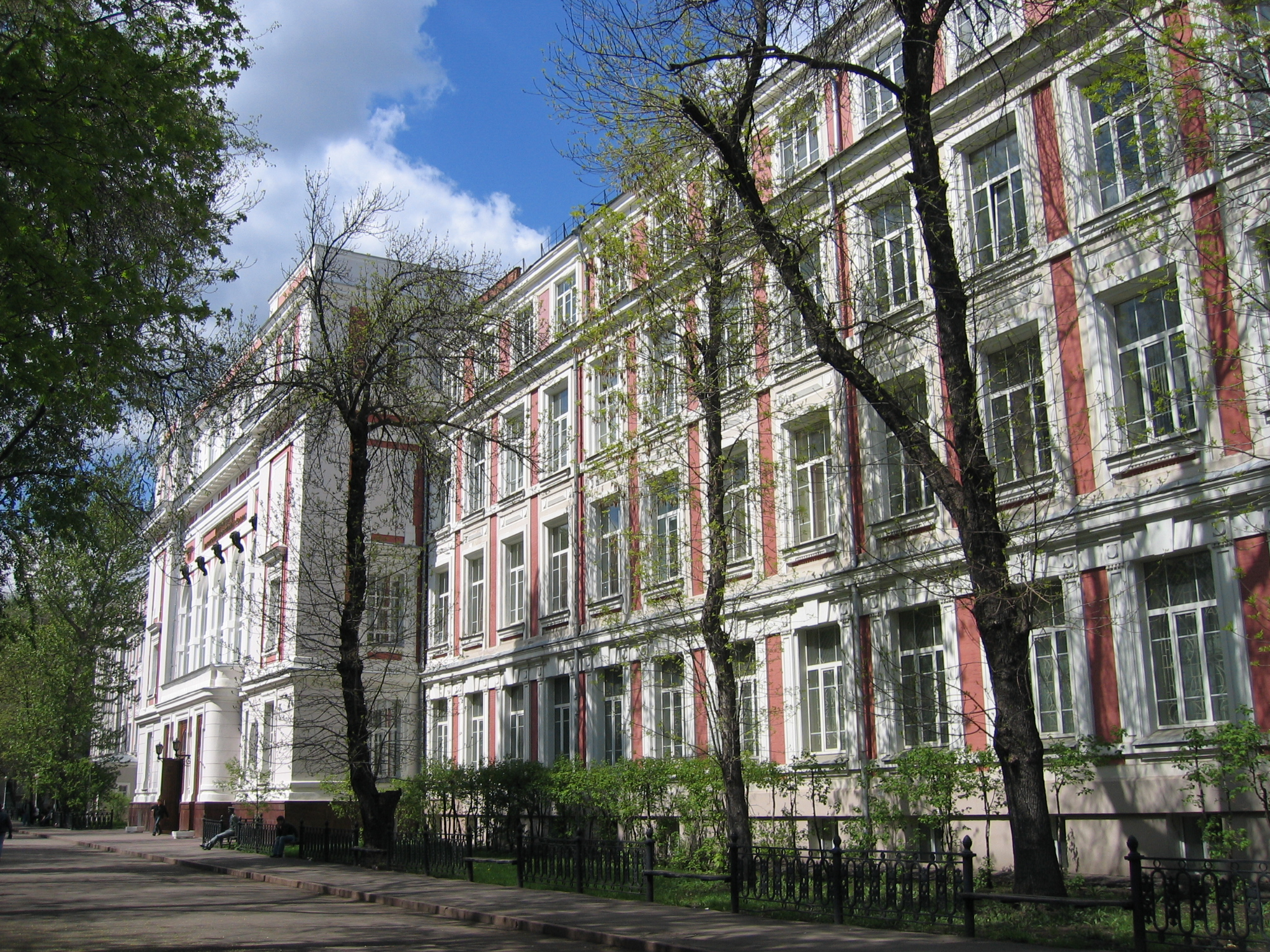
Das MIIT-Hauptgebäude

MIIT là tên viết tắt từ МИИТ trong tiếng Nga của trường Đại học Đường sắt Mátxcơva (Московский Институт Инженеров Железнодорожного Транспорта), nay là Trường Đại học Tổng hợp Kỹ thuật Giao thông Đường sắt Mátxcơva (Московский Государственный Университет Путей Сообщения). MIIT là một trong những trường đại học lớn, có uy tín đào tạo về chuyên ngành giao thông đường sắt.

## Lịch sử
MIIT là một trong những trường Đại học lâu đời nhất ở nước Nga. Trường được thành lập ngày 23 tháng 5 năm 1896, phát triển từ trường Trung cấp Giao thông dưới thời Sa Hoàng.

## Thông tin chung
- Trường đào tạo các chuyên gia trong lĩnh vực đường sắt và trên 60 chuyên ngành khác của nền kinh tế.

## Mối liên hệ với Việt Nam
- MIIT là một trong những trường có số lượng sinh viên Việt Nam theo học đông nhất. Kể từ khi có chế độ đào tạo tự túc, các sinh viên Việt Nam đã sang học ở trường MIIT ngày càng đông thêm, có khóa học lên tới hơn 100 người.
- Những học sinh, nghiên cứu sinh tốt nghiệp MIIT về nước đã giữ những cương vị chủ chốt của một số cơ quan như Đại học Giao thông Vận tải, Tổng công ty Đường Sắt, Cục Đường Sắt, Bộ Giao thông Vận tải....
- Ngày 19/10/2004 Bộ trưởng Bộ Giáo dục và Đào tạo đã ký quyết định số 5998/QĐ-BGD&ĐT-VP phê duyệt đề án "Phối hợp đào tạo kỹ sư hai giai đoạn" giữa Trường Đại học GTVT-Việt Nam và Trường Đại học Tổng hợp Giao thông đường sắt Matxcova (MIIT)- LB Nga bằng nguồn kinh phí nhà nước. Cho đến thời điểm này, Trường Đại học GTVT đã tuyển chọn được hai khoá gồm 40 sinh viên theo học chương trình đề án này.